# Bacín
Vrch Bacín je se svojí výškou 499 m nejvyšším bodem na území Chráněné krajinné oblasti Český kras. Nachází se severovýchodně nad obcí Vinařice asi 4 km jihovýchodně od Koněprus, 7 km jižně od Berouna. Jedná se o unikátní lokalitu také z hlediska archeologického a historického. Ke kultovním účelům opakovaně sloužil po 10 tisíc let.

## Geografie
Vrch Bacín je nenápadným vrchem uprostřed mírně zvlněné krajiny Českého krasu. Je nejvyšším vrcholem celého geomorfologického celku Hořovická pahorkatina.

## Geomorfologie
Geomorfologicky Bacín náleží do Poberounské subprovincie, Brdské oblasti, celku Hořovická pahorkatina, podcelku Karlštejnská vrchovina, okrsku Suchomastská vrchovina a podokrsku Koněpruská vrchovina.

## Geologie
Podloží je tvořeno prvohorními devonskými vápenci Lochkovského a Pražského souvrství. Ve vrcholové partii se vyvinula unikátní planina ohraničená skalním věncem připomínající jakýsi amfiteátr. Na této, z jedné strany otevřené, plošině je možno pozorovat řadu krasových jevů, jako jsou například závrty. Vedlejším projevem krasové činnosti je též vrcholové jezírko, které bývá po většinu roku zaplněno vodou. Nedaleko jezírka se nachází krasová puklina, která byla až do roku 1988 zasypaná. Tohoto roku došlo speleology k jejímu čištění ve snaze objevu nových jeskynních systémů. Odkrýváním usazenin byly objeveny vrstvy kostí promíchané se střepy pravěké keramiky. Pokračováním tohoto objevu byl následně provedený archeologický výzkum.

## Archeologický výzkum
Systematický archeologický průzkum probíhající na Bacíně v letech 1989–1994 se specializoval na puklinu a její okolí. V rozšiřující se štěrbině byly nalezeny pozůstatky po rituální činnosti, která se zde odehrávala předchozí tisíce let. V nejspodnější části byly nalezeny kosti muže, jehož levá stehenní kost byla Oxfordem radiokarbonovou metodou datovány do doby mezi lety 9150–8600 př. n. l. Výpočet byl proveden pomocí poločasu rozpadu radioaktivního izotopu uhlíku 14C. Další pozůstatky nalezené v puklině dokazují její další kontinuální využití téměř do současnosti. Druhým nejstarším nálezem byla kamenná sekera ze 4. tisíciletí př. n. l. O tisíc let později kdosi do této skalní štěrbiny uložil velkou keramickou nádobu se znaky kultury šňůrové keramiky. V mladší době bronzové na přelomu 2. a 1. tisíciletí př. n. l. lid knovízské kultury pokračoval v zaplňování pukliny. Z této doby byly nalezeny stopy po hloubení a následného uložení kostí dvou dětí, jejichž věk byl odhadnut na 2 a 12 roků. Ukládání ostatků do štěrbiny pokračovalo i v době železné. Tehdy zde byly uloženy kosti mladého člověka a také několik nádob. Archeologické nálezy ukazují na používání Bacína i v dobách našeho letopočtu. Zlomky nádob zde lidé zanechali na přelomu 8. a 9. století, poté na přelomu 14. a 15. století, do této doby se také umisťuje nález koňské podkovy, železného hrotu šípu a velkého ohniště, jehož zbytek byl opět radiokarbonovou metodou datován do let 1410–1530. Nejmladším nálezem je keramický džbán ze 16.–17. století. V okolí pukliny byla nalezena řada pozoruhodných nálezů. Jednalo se zejména o střepy keramiky a kamenné nástroje. Tyto všechny nálezy poukazují na unikátnost této svatyně v rámci Čech a celé střední Evropy.

## Turistika
V minulých letech byla na Bacíně několikrát zvažována stavba rozhledny. Stavba se však pravděpodobně neuskuteční, jelikož byla zamítnuta Národním památkovým ústavem z důvodu existence unikátní svatyně. Na vrchol sice nevede turistické značení, ale vrchol je i přesto vyhledáván turisty z blízkého i dalekého okolí. Bacín je snadno přístupný polní cestou z Vinařic a poté pěšinou až na konec louky, která dosahuje téměř až vrcholové plošiny.

## Galerie

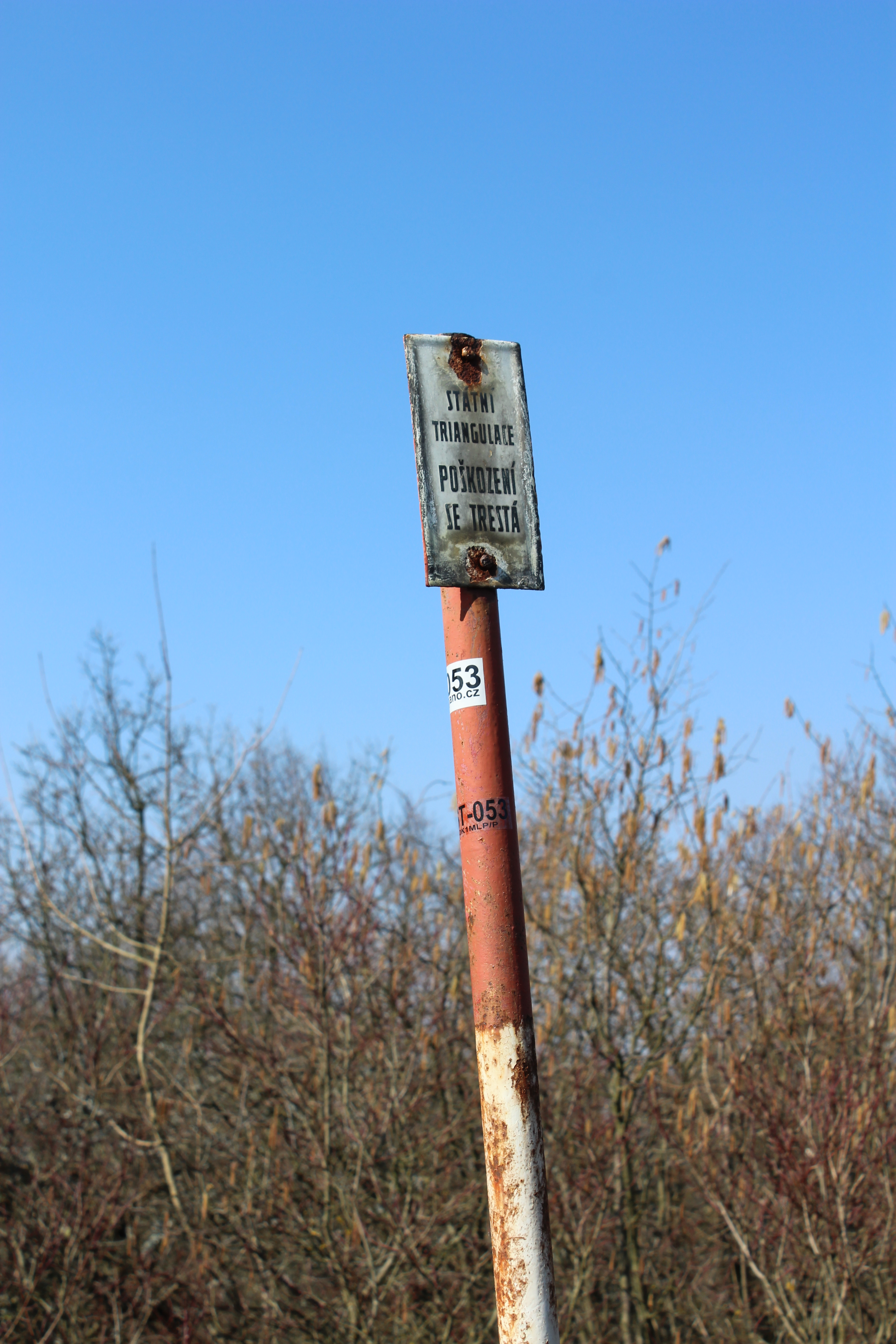
Bacín, kóta 499
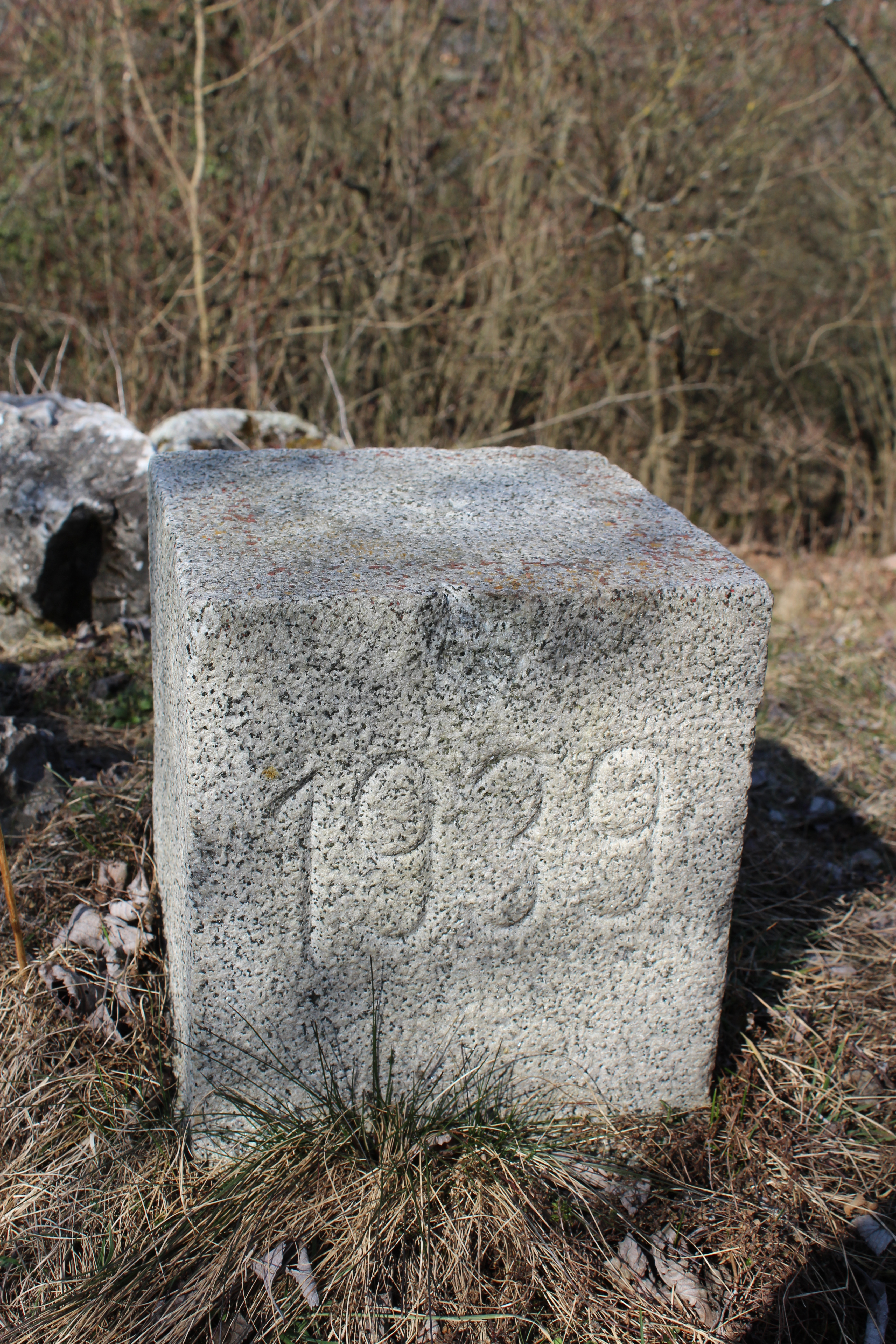
Bacín, kámen na vrcholu
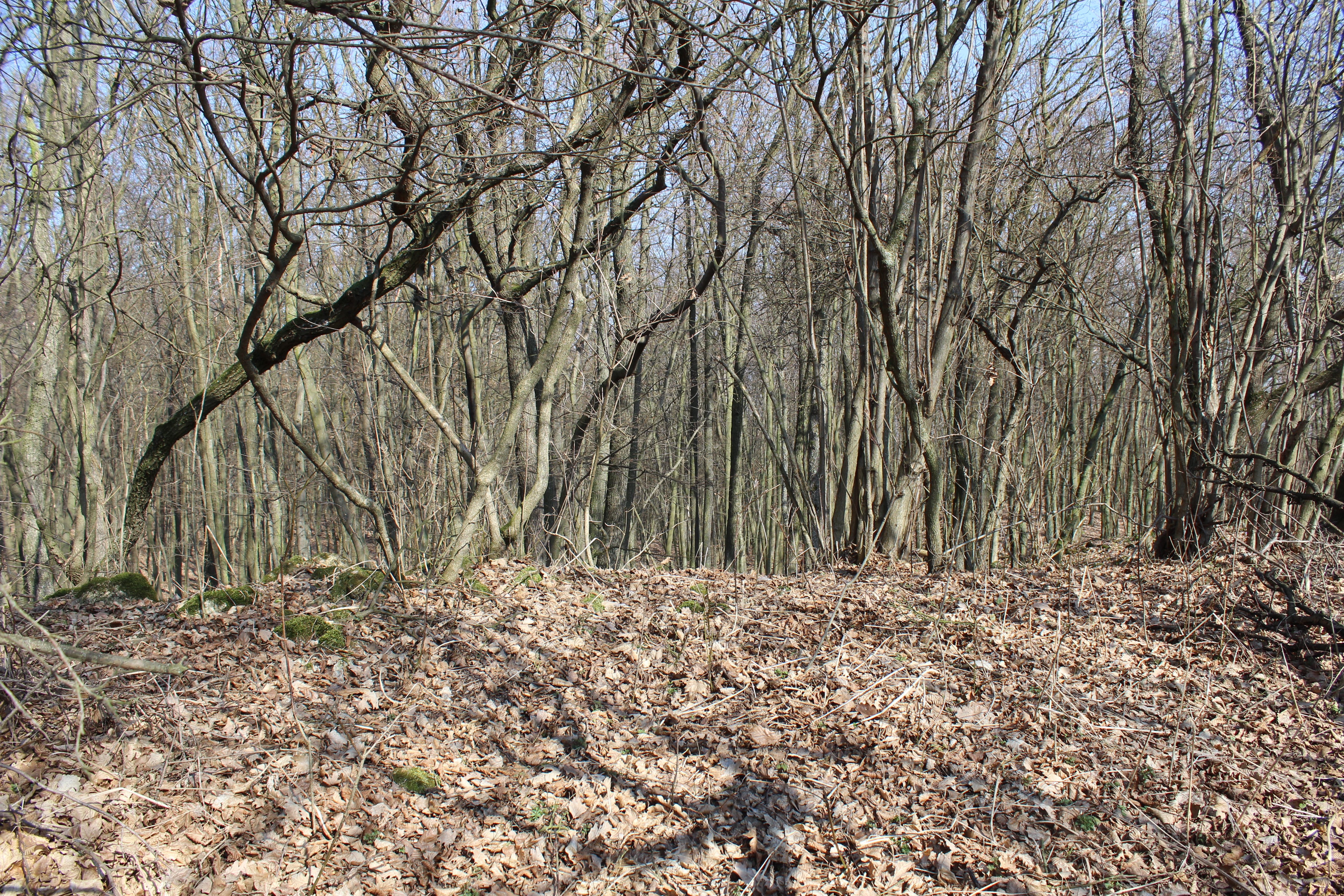
Les před vrcholem Bacínu
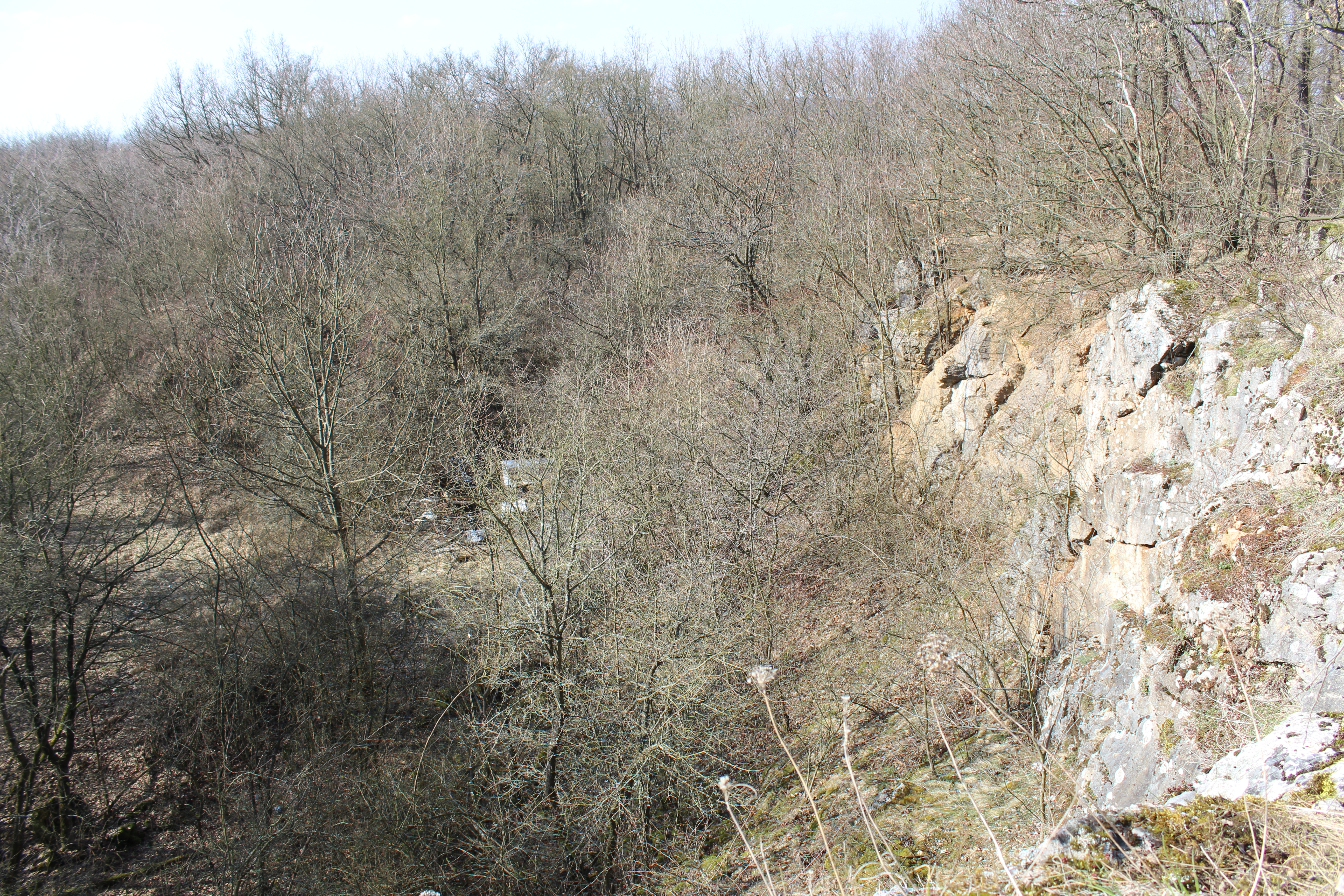
Bývalý kamenolom
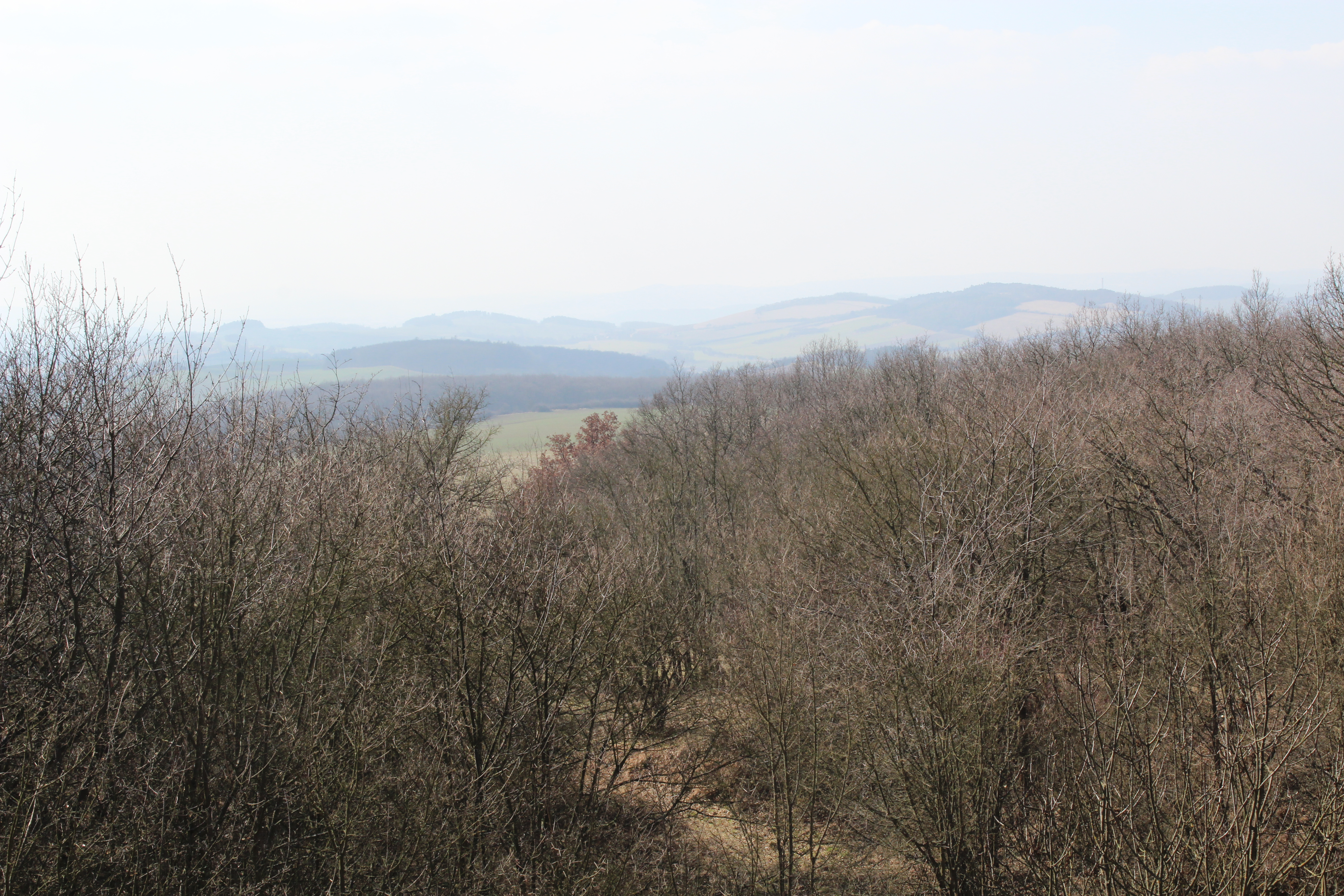
Bacín u bývalého kamenolomu